# Guangdong–Hong Kong–Macao Greater Bay Area

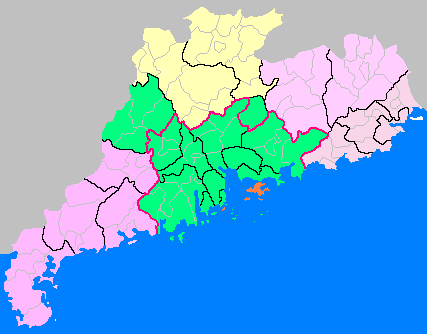
Greater Bay Area in Guangdong (grün)

Die Guangdong-Hong Kong-Macao Greater Bay Area (GD-HK-MO; vereinfachtes Chinesisch: 粤港澳大湾区; traditionelles Chinesisch: 粵港澳大灣區; Pinyin: Yuègǎngào dàwānqū; Jyutping: jyut6 gong2 ou3 daai6 waan1 keoi1), gemeinhin als Greater Bay Area (GBA) bekannt, ist eine Megalopolis, die aus neun Städten und zwei Sonderverwaltungsregionen in Südchina besteht. Sie ist als integrierter Wirtschaftsraum geplant, der bis 2035 weltweit eine führende Rolle einnehmen soll.
Es ist das größte und bevölkerungsreichste Stadtgebiet und gehört zu den vier größten Buchtgebieten der Welt, vergleichbar mit den Buchtgebieten von New York City, Tokio und San Francisco. Die GBA – mit einer Gesamtbevölkerung von etwa 71,2 Millionen Einwohnern (5 % der Gesamtbevölkerung Chinas) umfasst neun Großstädte der Provinz Guangdong: Guangzhou, Shenzhen, Zhuhai, Foshan, Dongguan, Zhongshan, Jiangmen, Huizhou und Zhaoqing sowie die beiden Sonderverwaltungsregionen Hongkong und Macao (Macau). Hongkong, Guangzhou und Shenzhen wurden als eine der 50 „Superstar-Städte“ der Welt bezeichnet. Die Region um das Perlflussdelta mit einer Gesamtfläche von 56 000 km² (vergleichbar mit der Größe Kroatiens) ist die größte und reichste Wirtschaftsregion in Südchina.
Das kombinierte regionale BIP der GBA belief sich im Jahr 2022 auf 13 Billionen RMB¥ (1,8 Billionen US-Dollar), was mehr als 10 Prozent des BIP von ganz China entsprach. Als eine der dynamischsten und wichtigsten Regionen Chinas weist die GBA die höchste Konzentration von Fortune-500-Unternehmen im Land auf und beherbergt einen Großteil der innovativsten Technologieunternehmen Chinas, wie Huawei, ZTE, DJI und Tencent (Muttergesellschaft von WeChat). GBA verfügt über ein reichhaltiges Ökosystem von Start-ups, Inkubatoren und Beschleunigern in den Bereichen agile Technologien, Biotechnologie, Medizintechnik und Innovation. Aus diesen Gründen betrachten viele Experten die Region als das aufstrebende Silicon Valley Asiens. Angesichts der traditionellen Gegensätze zwischen den Provinz- und Kommunalregierungen und den Wirtschaftseliten gibt es einige Meinungen, dass die ehrgeizige Idee hinter der GBA schwer umzusetzen sein könnte.

## Definition und historische Entwicklung
Der „Großraum Guangdong-Hongkong-Macao“ wird manchmal mit dem Gebiet des Perlflussdeltas und der Provinz Guangdong verwechselt. Während der geografische Begriff „Perlflussdelta“ 1947 geprägt wurde und die reiche und vielfältige lokale Geschichte der Region widerspiegelt,[6] bezieht sich der Begriff „Guangdong-Hongkong-Macao Greater Bay Area“ auf ein viel größeres Gebiet. Im Rahmen des Diskurses über Regionalplanung und die Positionierung von Megastädten wurde die räumliche Struktur des Perlflussdeltas entsprechend den sich ändernden administrativen Grenzen, der wirtschaftlichen Produktivität und der infrastrukturellen Anbindung geformt und neu ausgerichtet. In den frühen 2000er Jahren begannen chinesische Wissenschaftler, den Begriff „Greater Pearl River Delta“ (GPRD) zu verwenden, der die 9+2-Städteagglomeration beschrieb, die Hongkong und Macao nach der Übergabe umfasste. Das GPRD wurde als eine Reihe kleinerer Städte als industrielle Knotenpunkte mit spezialisierten Funktionen konzipiert, die sich um zwei herausragende Kerne gruppieren – Guangzhou, die Provinzhauptstadt, und Shenzhen.
Im Jahr 2003 befürwortete die Provinz Guangdong die Idee der „Pan-PRD“ als ein noch umfassenderes regionales Konstrukt, das neun benachbarte Provinzen zur Förderung der wirtschaftlichen Zusammenarbeit umfasste. Eine etwas ähnliche Idee sollte später in der englischen Version des 13. Fünfjahresplans Chinas erwähnt werden, wobei das Perlflussdelta und die größere Provinz Guangdong einbezogen wurden. Vier Jahre später schließlich, am 13. April 2017, nahm die Überschrift einer auf der englischsprachigen Regierungswebsite des Staatsrats veröffentlichten Nachricht den Namen „Guangdong-Hong Kong-Macao Bay Area“ an. Etwas mehr als zwei Monate später, am 1. Juli 2017, wurde in Hongkong das „Rahmenabkommen zur Vertiefung der Zusammenarbeit zwischen Guangdong, Hongkong und Macao bei der Entwicklung der Bay Area“ (深化粵港澳合作 推進大灣區建設框架協議) unterzeichnet. Seitdem ist der Begriff „Guangdong-Hong Kong-Macao Greater Bay Area“ in offiziellen Übersetzungen für die Region weit verbreitet. In englischsprachigen Quellen wird das Gebiet meist einfach als „Greater Bay Area“ oder kurz GBA bezeichnet. Der geografische Aufbau, die dazugehörigen Städte und die Bevölkerungszentren werden im folgenden Abschnitt näher erläutert.

## Geografie und Bevölkerungszentren
Die GBA befindet sich im südlichen Küstengebiet Chinas (21◦320-24◦260N, 111◦200-115◦240E). Im äußersten Süden Chinas gelegen, reicht das Klima der Greater Bay Area von feuchtem subtropischem bis zu tropischem Klima im äußersten Süden. Es gibt einige Gebirgszüge, die Nan Mountains (Nan Ling) genannt werden, sowie einige inaktive Vulkane auf der Leizhou-Halbinsel.
Die Greater Bay Area besteht aus neun Städten der Provinz Guangdong, die etwa 30 % der Landmasse der Provinz Guangdong ausmachen, sowie den Sonderverwaltungsregionen Hongkong und Macao. Es liegt im Perlflussdelta entlang der südchinesischen Küste.
Gebirgszüge und Halbinseln prägen die GBA. Die Provinz Guangdong beispielsweise besitzt aufgrund der Vielzahl von Inseln, Buchten und Halbinseln eine Küstenlinie von 4.114 km (2.556 mi). Diese Vielzahl kleiner Inseln ergibt sich aus dem Perlflussdelta, in dem die Flüsse Ost, Nord und West zusammenfließen. Es ist daher nicht verwunderlich, dass das Netz von Buchten und Flüssen dazu beigetragen hat, dass viele Städte in der GBA archipelartig sind. Die Städte Guangzhou, Zhuhai, Hongkong und Macao beispielsweise „besitzen jeweils eigene, deutlich voneinander abgegrenzte territoriale Nischen, die sich auf bestimmte Industriegebiete konzentrieren.“
Das gesamte Gebiet hat einen gemäßigten Frühling (März bis Mai), heiße und feuchte Sommer (Juni bis August), klare und kühle Herbste (September bis November) und milde, regnerische Winter (Dezember bis Februar). Die jährliche Durchschnittstemperatur in der Provinz Guangdong liegt bei 22,3 °C, wobei die Durchschnittstemperatur im Januar 16–19 °C und im Juli 28–29 °C beträgt. Die Höchsttemperaturen im Sommer liegen jedoch bei über 35 °C und die Tiefsttemperaturen bei unter 10 °C. Die Temperaturen in Hongkong und Macao sind fast gleich, mit einer Jahresdurchschnittstemperatur von etwa 23 °C, die aufgrund der südlicheren Lage und der größeren Nähe zum Äquator etwas höher ist. GBA erhält das ganze Jahr über reichlich Niederschlag.
GBA hat eine Gesamtbevölkerung von ca. 86,17 Millionen Menschen (5 % der Gesamtbevölkerung Chinas)[2] Es wird erwartet, dass die Bevölkerung bis zum Jahr 2030 100 Millionen Menschen erreichen wird.

## Wirtschaft
Die Greater Bay Area ist ein wichtiger Exportknotenpunkt, auf den 37 % der chinesischen Ausfuhren entfallen, was auf die großen Flughäfen und Bahnhöfe zurückzuführen ist, die durch ein modernes Verkehrssystem miteinander verbunden sind. Die GBA beherbergt drei der zehn größten Containerhäfen der Welt und fünf internationale Flughäfen (den Hong Kong International Airport, den Guangzhou Baiyun International Airport, den Shenzhen Bao'an International Airport, den Macau International Airport und den Zhuhai Jinwan Airport). Diese Flughäfen haben ein größeres Luftfrachtaufkommen als San Francisco, New York und Tokio zusammen.
Die GBA ist ein wirtschaftliches Kraftzentrum. Ihr kombiniertes regionales BIP belief sich 2022 auf 13 Billionen RMB¥ (1,8 Billionen US-Dollar), was mehr als 10 Prozent des BIP von ganz China entspricht. Wäre die GBA ein eigenes Land, stünde sie weltweit an zwölfter Stelle der größten Volkswirtschaften (fast so groß wie Südkorea und größer als die Wirtschaft Australiens). Das BIP-Wachstum der GBA lag 2019 bei 4,4 Prozent, und es wird erwartet, dass das BIP bis 2030 4 Billionen US-Dollar erreichen wird, was dazu führen würde, dass das BIP der GBA das Deutschlands im Jahr 2019 überholen würde.
Die Region hat vielfältige wirtschaftliche Perspektiven mit industriellen Entwicklungszonen in allen elf Städten, die aufstrebende Industrien, Forschung und Entwicklung sowie High-End-Sektoren abdecken. Unter den aufstrebenden Industrien sind das Internet der Dinge (IoT), künstliche Intelligenz, Wasserstofftechnologien, neue Mobilität und Cleantech am wichtigsten. Ein weiterer schnell wachsender Wirtschaftsbereich in der GBA ist das Gesundheitswesen. Die Guangzhou International Bio-Technology Island (früher bekannt als Dove Island) im Huangpu-Bezirk in Guangzhou ist eine Biotech-Industriezone in der Region.

Neben der Förderung von Innovation und High-Tech-Industrien will die GBA auch ausländische Investoren anlocken. Zu diesem Zweck wurde in den „Opinions Concerning Financial Support for the Establishment of the Guangdong-Hong Kong-Macao Greater Bay Area“ eine schrittweise Liberalisierung der Finanzmärkte vorgesehen. Darüber hinaus hat die People's Bank of China im Mai 2020 neue Maßnahmen zur Liberalisierung der chinesischen Devisenkontrollen und Devisenüberweisungen eingeführt. 

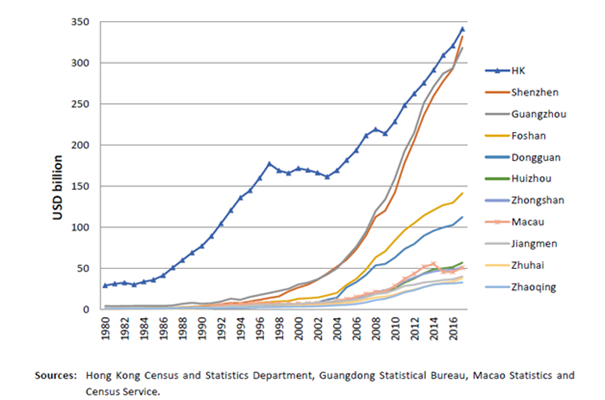

Die nachstehende Abbildung zeigt die Entwicklung des BIP nach Städten in der GBA, die sich hinsichtlich des BIP in drei Gruppen aufgeteilt hat, wobei Hongkong, Shenzhen und Guangzhou eindeutig die erste Stufe, Foshan und Dongguan die zweite Stufe und die übrigen Städte im Perlflussdelta die dritte Stufe bilden. Es ist zutreffend, die GBA als drei führende Wirtschaftsstädte von vergleichbarer Bedeutung zu betrachten.
22 Unternehmen aus der Greater Bay Area (GBA) Guangdong-Hongkong-Macao sind in der am 5. August veröffentlichten Fortune-Global-500-Liste 2024 vertreten, darunter 17 aus Guangdong und 5 aus Hongkong.

### Outline Development Plan
Der Kerngedanke hinter der Entwicklung der Greater Bay Area (GBA) ist in dem von der chinesischen Zentralregierung im Februar 2019 veröffentlichten „Outline Development Plan for the Guangdong-Hong Kong-Macao Greater Bay Area“ dargelegt. Ziel ist es, die neun Städte im Perlflussdelta der Provinz Guangdong, Hongkong und Macau zu einem wirtschaftlich integrierten Geschäftszentrum von Weltrang zu verbinden. In dem Dokument werden „Meilensteine“ für die GBA festgelegt (kurzfristige bis 2022 und langfristige bis 2035), denen zufolge die GBA im Jahr 2022 zu einer internationalen erstklassigen Bucht weiterentwickelt werden soll.
Der Entwicklungsrahmenplan sieht die Umsetzung mehrerer Infrastrukturprojekte vor. So soll in der Region ein Flughafencluster von Weltrang entstehen, und es sollen Hochgeschwindigkeits-Eisenbahnverbindungen und Autobahnen gebaut werden, um die Verbindungen innerhalb der GBA und darüber hinaus zu verbessern. Der geplante Bau von zwei Brücken über das Perlflussdelta wird die Reisezeiten innerhalb der Region erheblich verkürzen und gleichzeitig den freien Fluss von Menschen, Waren, Kapital und Informationen in der Region fördern. Angesichts der zunehmenden Besorgnis über die Umweltauswirkungen der raschen Verstädterung und Infrastrukturentwicklung umfasst der Entwicklungsrahmenplan ökologische Schutzmaßnahmen sowie grüne und kohlenstoffarme Entwicklungsmodelle. Das Endziel des Dokuments ist die Umwandlung der GBA in eine dienstleistungsorientierte Wirtschaft.
Um dieses Ziel zu erreichen, plante man, die vier ausgewiesenen „Kernstädte“ entsprechend ihren jeweiligen komparativen Vorteilen zu entwickeln:
- Hongkong. Es ist geplant, seine Position als internationale Drehscheibe für Finanz- und Logistikdienstleistungen zu stärken.
- Macau. Die ehemalige portugiesische Kolonie soll sich zu einem Zentrum für internationalen Tourismus, Freizeit und kulturellen Austausch sowie zu einem Handelszentrum mit portugiesischsprachigen Ländern entwickeln.
- Guangzhou. Die Stadt ist als Knotenpunkt für Handel, Verkehr und Bildung geplant.
- Shenzhen. Shenzhen wird sich auf Innovation konzentrieren.

Indem sich jede Stadt weiter auf ihre jeweiligen komparativen Vorteile spezialisiert, soll die GBA zu einem „pulsierenden Städtecluster von Weltrang“ werden.
Der Entwicklungsplan sieht die Einrichtung von Datenhäfen, Informationsnetzen, elektronischen Zahlungs- und Telekommunikationssystemen sowie die Entwicklung von „intelligentem Verkehr, intelligenter Energie, intelligenter Stadtverwaltung und intelligenten Gemeinschaften“ vor.
Der Plan soll Hongkong dabei unterstützen, seinen Status als internationales Finanz-, Verkehrs- und Handelszentrum sowie als internationales Luftfahrtdrehkreuz zu festigen und auszubauen und seinen Status als globales Offshore-Renminbi-Geschäftszentrum sowie seine Rolle als internationales Zentrum für Vermögensverwaltung und Risikomanagement zu stärken.

### Die industrielle Tradition der Greater Bay Area (GBA)
Die GBA ist eine zentrale Plattform für Prototypenentwicklung und schnelle Fertigung, mit den weltweit niedrigsten Kosten und kürzesten Zeitrahmen für Prototypen. Die industrielle Tradition der GBA ist seit langem in Guangzhou verwurzelt und wurde in Shenzhen modernisiert.
Diese industriellen Traditionen der GBA bilden die Grundlage für ihre zukünftige Entwicklung. Derzeit stammt ein Großteil des BIP der GBA aus traditionellen Industrien, die auf bewährten Geschäftsmodellen basieren. Diese reichen von der Holz- und Kunststoffverarbeitung über neue Textilien und Materialien bis hin zur hochmodernen Herstellung elektronischer Komponenten. Aufbauend auf der jahrzehntelangen Tradition der Fertigungsindustrie in der Region hat der Entwicklungsplan das Ziel, fortschrittliche Ausrüstungscluster in Zhuhai und Foshan sowie hochmoderne Fertigungscluster in Shenzhen und Dongguan zu schaffen.
Experten sind der Meinung, dass die industrielle Tradition der GBA sie zu einem Schlüsselstandort für die Zukunft macht. Da die GBA auf einer modernen industriellen Infrastruktur aufbaut, die über Jahrzehnte gewachsen ist, wird ihre Bedeutung für die High-Tech- und digitale Entwicklung in Zukunft weiter zunehmen. Laut einem Experten wird es bis 2022 im GBA-Gebiet U-Bahn-Linien, Schnellstraßen, 5G-Internet sowie intelligente und autonome Systeme geben.

### Die Gesundheitsbranche in der Greater Bay Area
Die Greater Bay Area ist ein wichtiges nationales Entwicklungsgebiet für die biomedizinische Industrie, die sich in den letzten Jahren rasant entwickelt hat. Die Region hat einen spürbaren Vorteil in der industriellen Agglomeration und eine vollständige vor- und nachgelagerte Industriekette. Sie hat insbesondere in den Bereichen Forschung und Entwicklung, Produktion und Verbreitung der traditionellen chinesischen Medizin (TCM) und der chemischen Medizin Fortschritte gemacht. Laut Statistiken des Handelsministeriums erreichte der Gesamtumsatz von Guangdong mit chinesischen patentierten Arzneimitteln im Jahr 2017 4 Milliarden US-Dollar, was 11,16 % des Gesamtumsatzes des Landes mit chinesischen patentierten Arzneimitteln entspricht und damit den ersten Platz im Land einnimmt. Die Greater Bay Area ist auch eine der Produktions- und Forschungsstätten für chemische Arzneimittel. Führende Unternehmen wie Guangzhou Baiyunshan Pharmaceutical, Livzon Pharmaceutical Group, United Laboratories Internet und Bright Future haben sich in der Region niedergelassen und verkaufen ihre Produkte landesweit.

### Das Zentrum für Innovation und Technologieentwicklung der Guangdong-Hong Kong-Macao Greater Bay Area
Die Regierung hat die Entwicklung von Innovation und Technologie in acht wichtigen Bereichen gestärkt, darunter: Erhöhung der Forschungs- und Entwicklungsressourcen, Anwerbung wissenschaftlicher und technologischer Talente, Bereitstellung von Risikokapital, Bereitstellung wissenschaftlicher Forschungsinfrastruktur, Überprüfung bestehender Gesetze und Vorschriften, Öffnung staatlicher Daten, Änderung der Beschaffungssysteme und Stärkung der wissenschaftlichen Bildung. Bisher wurden in diesen Bereichen mehr als 100 Milliarden Yuan investiert.
Zur Stärkung der technologischen Zusammenarbeit und zur Einrichtung einer internationalen Innovationsplattform hat die Regierung folgende Maßnahmen ergriffen:
- Unternehmen und Forschungseinrichtungen in Guangdong, Hongkong und Macao werden ermutigt, sich an der internationalen wissenschaftlichen und technologischen Zusammenarbeit zu beteiligen. Ziel ist es, Forschungseinrichtungen und -geräte in Guangdong für Forschungseinrichtungen in Hongkong zu öffnen und relevante Institutionen bei der Teilnahme an nationalen Wissenschafts- und Technologieplänen zu unterstützen.
- Unterstützung der wissenschaftlichen Forschungsinfrastruktur und der industriellen technologischen Innovation, einschließlich des Baus des Innovations- und Technologieparks Hongkong-Shenzhen; Unterstützung des Baus der fünf Forschungs- und Entwicklungszentren in Hongkong, des Hongkong Science Park, des Cyberport und der nationalen Schlüssellabore.
- Förderung von Plattformen für industrielle technologische Innovation und Innovationszentren für die Fertigung.

Die Greater Bay Area (GBA) entwickelt sich rasch weiter, und 2024 bringt neue Entwicklungen und Strategien, die ihre Rolle als globale Wirtschaftsmacht weiter stärken. Hier sind einige wichtige Updates für 2024:

#### Technologische Innovation und Hightech-Industrie
Shenzhen bleibt führend in technologischer Innovation und positioniert sich als globales Zentrum für Künstliche Intelligenz (KI), Biotechnologie, Big Data und 5G-Technologien. Die Stadt hat ihre Investitionen in F&E erhöht und konzentriert sich besonders auf die Halbleiterproduktion, um Chinas Abhängigkeit von importierten Chips zu verringern.
Guangzhou hat sich zu einem wichtigen Akteur in der NEV-Industrie (New Energy Vehicles) entwickelt, wobei die Produktion der Region bis 2024 voraussichtlich 300.000 Einheiten jährlich übersteigen wird. Unternehmen wie XPeng Motors und GAC erweitern ihre F&E-Anstrengungen, um technologische Fortschritte bei der Batterieleistung und im autonomen Fahren voranzutreiben.

#### Integration in die grüne Wirtschaft
Die GBA unternimmt bedeutende Schritte in Richtung CO2-Neutralität und konzentriert sich auf den Ausbau erneuerbarer Energiequellen wie Solarenergie und Offshore-Windparks. Zhuhai und Foshan bauen Industriecluster in grünen Technologien und nachhaltiger Fertigung aus.
In der grünen Entwicklung baute die GBA industrielle Ketten für Photovoltaik, Wasserstofftechnologie und Energiespeicherung aus. Gleichzeitig wurden grüne Standards in Architektur und Verkehr gefördert. Hongkong festigte seine Rolle als grünes Finanzzentrum Asiens, während Guangzhou und Shenzhen Bewertungssysteme für grüne Industrieparks einführten. Wasserstoffbusse und intelligente Elektrofahrzeuge wurden in mehreren Städten implementiert. 

#### Fortschrittliche Infrastrukturprojekte
Im Jahr 2024 wird die Fertigstellung mehrerer Infrastrukturprojekte die Konnektivität in der GBA-Region weiter verbessern. Die Shenzhen-Zhongshan-Brücke soll eröffnet werden und die Reisezeit im Perlflussdelta erheblich verkürzen.

## Belege
1. ↑  Kuhn, Britta: "Chinas Greater Bay Area". In: Wirtschaftsdienst (in German). (Hrsg.): Wirtschaftsdienst (in German). Band 101, Nr. 4.
2. ↑  Summers, Tim (2018-09-20). "China's Greater Bay Area Has Real Economic Power". Chatham House. Retrieved 2020-11-15.
3. ↑  english.gov.cn. Abgerufen am 30. März 2023.
4. ↑  info.gov.hk. Abgerufen am 30. März 2023.
5. 1 2  "Guangdong-Hong Kong-Macao Greater Bay Area – Outline Development Plan". Abgerufen am 30. Juni 2023.
6. ↑  Xie, Baoxia; Zhu, Xianlong; Grydehøj, Adam (2020). "Perceiving the Silk Road Archipelago: Archipelagic relations within the ancient and 21st-Century Maritime Silk Road". Island Studies Journal. 15 (2): 55–72. doi:10.24043/isj.118. ProQuest 2525727109.
7. ↑  Qu, Hongbin (1 August 2018). "Greater Bay to Drive China's Growth". HSBC. Retrieved 2020-11-15.
8. ↑  "Enhancing Connectivity in the Greater Bay Area Mirroring Overseas Practices and Case Studies". Arcadis. Archived from the original on 2020-10-30. Retrieved 2020-11-15.
9. ↑  Xie, Yuke (7 November 2023). "Regulators, bankers push for freer capital flow between Hong Kong and Greater Bay Area to boost city's gateway role". South China Morning Post. Retrieved 7 November 2023.
10. ↑  Colliers International (2019). Greater Bay Area: A 2030 Outlook – Opportunities and Challenges Over the Next Decade (Report). Retrieved 2020-11-15.
11. 1 2  Wong, Ricky (19 March 2020). "Keys to Success in the Greater Bay Area". KPMG. Retrieved 2020-11-15.
12. ↑  "China's Greater Bay Area in 2020: Financial Sector Opening is a Priority". China Briefing News. 2020-05-22. Retrieved 2020-11-15.
13. ↑  Wong, Dorcas (2020-05-22). "China's Greater Bay Area in 2020: Opening up the Financial Industry, Promoting Integration
14. ↑  PDF (62 S., englisch)
15. 1 2  "Guangdong-Hong Kong-Macao Greater Bay Area – Outline Development Plan". www.bayarea.gov.hk. Retrieved 2021-09-24
16. ↑  Anmerkung: die Hongkong-Zhuhai-Macau-Brücke wurde am 14. November 2017 fertiggestellt und am 24. Oktober 2018 für den Verkehr geöffnet.
17. ↑  EY (2021-09-24). "Guangdong-Hong Kong-Macau Greater Bay Area – From Connectivity to Integration"
18. ↑  Innovation and Technology. In: bayarea.gov.hk. Constitutional and Mainland Affairs Bureau, abgerufen am 22. Oktober 2024 (englisch).
19. ↑  Implementation Measures for Supporting the Scientific and Technological Innovation in the Shenzhen Municipal Qianhai Shenzhen-Hong Kong Modern Service Industrial Cooperation Zone (Trial). In: bayarea.gov.hk. Constitutional and Mainland Affairs Bureau, 6. August 2022, abgerufen am 26. November 2024 (englisch).